# Dasharathchand
Dasharathchand (Nepali दशरथचन्द) ist eine Stadt (Munizipalität) im Distrikt Baitadi in der Provinz Sudurpashchim im äußersten Westen Nepals.
Dasharathchand ist Verwaltungssitz des Distrikts. Die Stadt liegt auf einer Bergkuppe oberhalb des Flusses Mahakali unweit der indischen Grenze auf einer Höhe von 730 bis 2115 m.
Das Stadtgebiet umfasst 55,01 km².
Über die noch nicht durchweg ausgebaute Mahakali-Fernstraße von Dhangadhi im Süden nach Mahakali im Norden ist sie mit der Außenwelt verbunden.

## Einwohner
Bei der Volkszählung 2011 hatte Dasharathchand 16.791 Einwohner (davon 7682 männlich) in 3788 Haushalten.